# بهنام آذرمجیدی
بهنام آذرمجیدی (متولد اردبیل) قهرمان سابق وزنه برداری ایرانی است. او در حال حاضر در آمریکا زندگی می‌کند.

## افتخارات
- مدال برنز جهانی جوانان در سال ۱۹۸۲ برزیل
- مدال طلا در بازیهای اسیایی ۱۹۸۴ تبریز
- مدال طلا در قهرمانی آسیا ۱۹۸۳ دمشق